# Biserica „Sfinții Arhangheli Mihail și Gavriil” din Taraclia
Biserica „Sf. Arhangheli Mihail și Gavriil” este o biserică amplasată în Taraclia, raionul Căușeni, Republica Moldova. Este un monument arhitectural de importanță națională inclus în Registrul monumentelor Republicii Moldova ocrotite de stat cu nr. 116 (raionul Căinari). Datează din 1848.